# 殺人魚雷
殺人魚雷（さつじんぎょらい）は、かつて全日本プロレスを主戦場に活躍したアメリカ人プロレスラー、テリー・ゴディとスティーブ・ウィリアムスによるプロレスのタッグチーム。
名称の由来はウィリアムスのニックネーム「殺人医師」とゴディのニックネーム「人間魚雷」を合わせたもの。ミラクル・バイオレンス・コネクション（The Miracle Violence Connection）、スーパー・デンジャラス・デュオ（The Super Dangerous Duo）とも呼ばれる。
なお、両者とトリオを組む機会の多かったゴディの甥リチャード・スリンガーも含めて、全日本プロレス中継において「殺人魚雷一家」などと呼ばれることもあった。

## 歴史
1990年2月、新日本プロレスから全日本プロレスに移籍してきたスティーブ・ウィリアムスが、移籍後最初の試合でテリー・ゴディとタッグチームを結成。その初戦でジャンボ鶴田&高野俊二を破り、シリーズ最終戦では天龍源一郎&スタン・ハンセンの「龍艦砲」の保持する世界タッグ王座を初挑戦で奪取した。同年の世界最強タッグ決定リーグ戦では大巨人コンビ（ジャイアント馬場&アンドレ・ザ・ジャイアント）に敗れ、ザ・ファンクス（ドリー・ファンク・ジュニア&テリー・ファンク）と引き分けるも、ハンセン&ダニー・スパイビーとのリーグ最終戦では、ウィリアムスが残り時間1秒でハンセンをオクラホマ・スタンピードでフォールして優勝。翌1991年大会でも優勝を果たし、史上初の最強タッグ連覇を成し遂げた。
本国アメリカのWCWにも、日本から逆上陸したヒールとして参戦し、日本風の法被などをコスチュームに活動。1992年7月5日にスタイナー・ブラザーズ（リック・スタイナー&スコット・スタイナー）を破りWCW世界タッグ王座を、1週間後の7月12日にはトーナメント決勝でバリー・ウインダム&ダスティン・ローデスを破り復活版NWA世界タッグ王座を獲得。二冠王となり両タッグ王座の統一を果たした。以降、リッキー・スティムボート&ニキタ・コロフ、アーン・アンダーソン&ボビー・イートンなどのチームと防衛戦を行い、9月21日にウインダム&ローデスに敗れるまで戴冠した。
1990年代前半の全日本プロレスにおいて、超世代軍、鶴田軍、聖鬼軍などの日本陣営との抗争や、当時の外国人エースだったハンセンとの外国人世代闘争は、ファンから多大な支持を得た（日本陣営との試合では、その強さのためにブーイングを浴びていた）。しかし、ゴディが三沢光晴の保持していた三冠ヘビー級王座に挑戦する直前の1993年夏より、心疾患のため長期欠場となる。ゴディに代わりウィリアムスが、小橋健太との挑戦者決定戦にバックドロップ・ホールドの連発で勝利し、三沢への挑戦権を獲得。三沢には敗れたが、これを機にウィリアムスはシングルプレイヤーとしての実績を築きつつ、ジョニー・エースを新たなパートナーに起用して活動した。
1994年7月、ゴディが1年ぶりに来日してウィリアムスと再合体したものの、体調面から以前のような活躍は果たせず、これを最後に全日本プロレスへの参戦は途絶え、コンビは自然解散となった。
その後、1996年にECWにおいて久々の再結成が実現。10月26日にペンシルベニア州フィラデルフィアのECWアリーナにおいて、ジョン・クローナス&ペリー・サターンのジ・イリミネーターズと対戦した。
これがコンビを組んでの最後の試合となり、ゴディは2001年7月16日、ウィリアムスは2009年12月29日に死去。

## 獲得タイトル
全日本プロレス
- 世界タッグ王座：5回[3]
- 世界最強タッグ決定リーグ戦優勝：2回（1990年、1991年）

ワールド・チャンピオンシップ・レスリング
- NWA世界タッグ王座（復活版）：1回[7][8]
- WCW世界タッグ王座：1回[9]

## 追記
- 正式にタッグチームを結成する以前、1985年から1986年にかけて2人はビル・ワット主宰のMSWAおよびUWFで抗争を展開し、1987年にはタッグを組んでディック・マードック&エディ・ギルバートなどのチームと対戦していた[15]。そのため互いの手の内は知り尽くしており、全日本プロレスでのコンビ結成もスムーズに進んだ。
- 入場曲はキッスの "I Love It Loud"。元々はウィリアムスの入場曲だったが、その後ゴディも単独で使うようになる。前奏部分をファンが叫んでいる中で2人が駆け足で入場し、リングインの後もロープワークで十字交差するのが定番の光景だった。
- リング外でも2人は仲が良く、たびたび飲みに行くなどしていたようである。その頃からウィリアムスはゴディの酒量の多さを気にしており、「もうちょっと飲む量を抑えよう」とアドバイスしてもゴディは「俺はマシーンだ」といって聞かず、結果として早世を招いた。
- 実力は誰もが認めるところだったが、一方でカットプレイが多く、シングルマッチでも互いにセコンドに付いて不当に介入したこともあるなど、ヒールとしてのキャラクターが強かった。